# Mumlava
Mumlava (německy Mummel) je horská řeka protékající Krkonošemi a při ústí do Jizery hraničící s Jizerskými horami. Nachází se v okresech Semily a Jablonec nad Nisou v Libereckém kraji. Délka toku činí 12,2 km. Plocha povodí měří 51,6 km².
V korytě řeky Mumlavy se tvoří tzv. Mumlavské hrnce, což jsou obří kotlovité prohlubně v žulovém podloží řeky. Vznikly díky dlouhodobé erozi způsobené rotací kamenů unášených proudem vody, která postupně obrušovala skalní podklad. Tyto přírodní útvary, známé také jako obří hrnce nebo evorzní kotle, dosahují průměru až několika metrů a přispívají k jedinečnému charakteru říčního koryta Mumlavy.

## Průběh toku
- Jako Velká Mumlava pramení na Harrachově louce pod vrcholy Kotel a Harrachovy kameny u turistického rozcestníku "U Růženčiny zahrádky". Malá Mumlava pramení na Mumlavské louce na úpatí hor Sokolník a Violík u turistického rozcestníku "Labská louka" v blízkosti pramene Labe. Obě zdrojnice pramení ve výškách cca 1370 m n. m. a po opuštění náhorní pláně protékají kaňonovitým údolím, které se nazývá Mumlavský důl.
- U turistického rozcestníku „Krakonošova snídaně“ (ve výšce 1030 m n. m.) se obě zdrojnice spojí do jedné a o něco níže se ještě do ní vlévají potoky Smrková strouha a Vosecký potok. Necelý kilometr před Harrachovem leží oblíbený turistický cíl Mumlavský vodopád, vysoký 8 a široký 10 metrů. Poté protéká jižní částí města Harrachov a za ním ústí zleva do Jizery blízko křižovatky Na Mýtě pod Kořenovem.

Jedná se o pstruhovou vodu. Úsek od Harrachova po ústí je při dostatečném průtoku sjízdný y.

### Přítoky
- zleva – Ryzí potok
- zprava – Smrková strouha, Vosecký potok, Lubošská bystřina, Orlí ručej, Bílá voda, Milnice

## Vodní režim

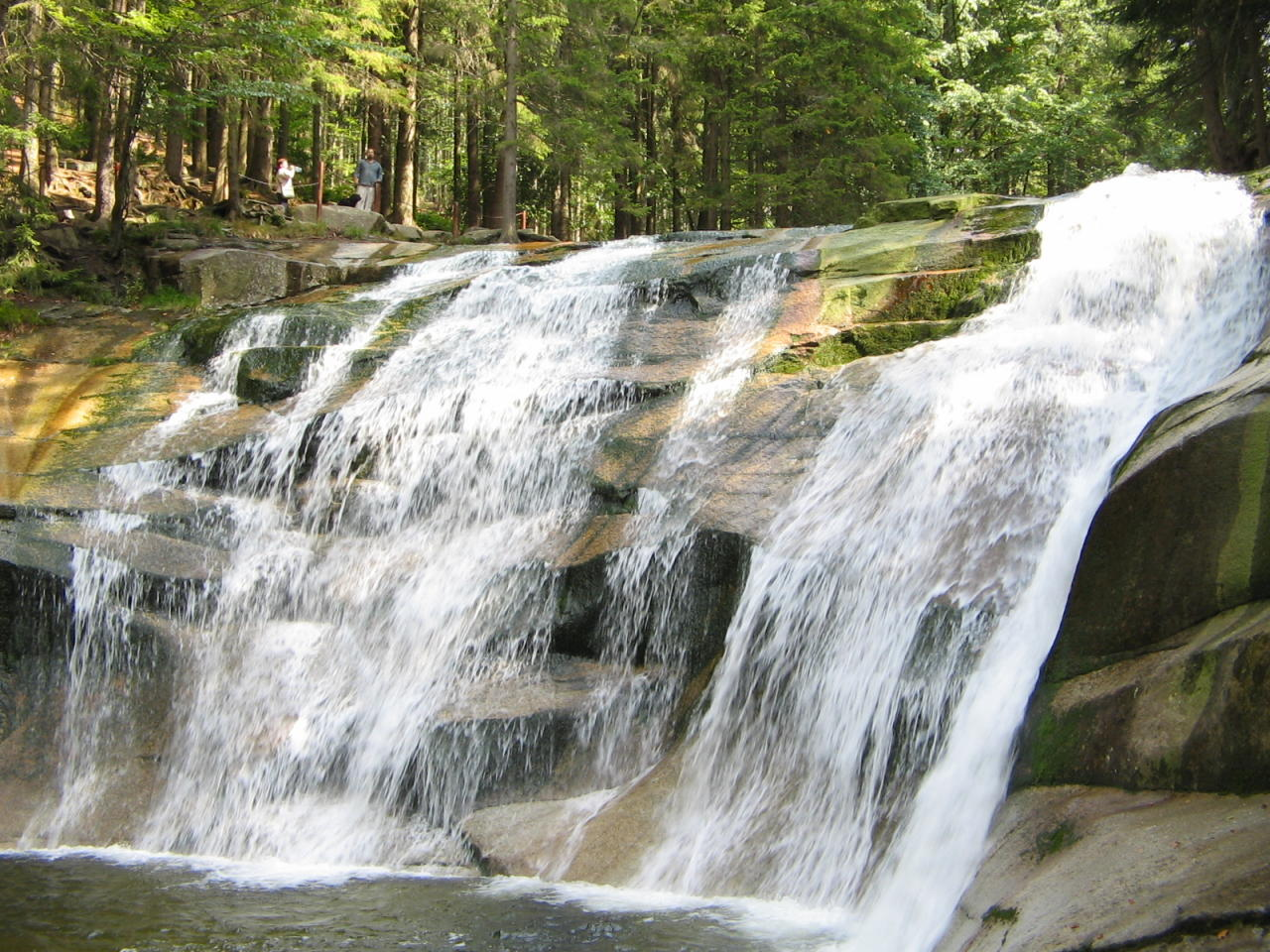
Mumlavský vodopád

Průměrný průtok Mumlavy u ústí činí 2,05 m³/s.
Hlásné profily:
| místo           | říční km | plocha povodí | průměrný průtok (Qa) | stoletá voda (Q100) |
| --------------- | -------- | ------------- | -------------------- | ------------------- |
| Harrachov       | 3,70     | 24,63 km²     | 1,04 m³/s            | 97,0 m³/s           |
| Janov-Harrachov | 0,40     | 51,31 km²     | 2,05 m³/s            | 163,0 m³/s          |

N-leté průtoky ve stanici Harrachov:
| N-leté průtoky | Q1   | Q5   | Q10  | Q50  | Q100 |
| -------------- | ---- | ---- | ---- | ---- | ---- |
| Q [m³/s]       | 13,8 | 34,3 | 46,0 | 79,5 | 97,0 |

N-leté průtoky ve stanici Janov-Harrachov:
| N-leté průtoky | Q1   | Q5   | Q10  | Q50   | Q100  |
| -------------- | ---- | ---- | ---- | ----- | ----- |
| Q [m³/s]       | 23,2 | 57,7 | 77,3 | 134,0 | 163,0 |